# Butoniga
Butoniga is een plaats in de gemeente Pazin in de Kroatische provincie Istrië. De plaats telt 88 inwoners (2001).